# Paul Bindel
Paul Bindel fue un pintor , escultor y dibujante alemán, nacido el 7 de enero de 1894 en Magdeburgo y fallecido en 1973 en Düsseldorf. De este artista, sin embargo, se sabe muy poco.

## Datos biográficos
Fue declarado artista degenerado por los nazis y su obra expuesta en 1937 en la exposición Entartete Kunst de Múnich. Sirvió en las dos guerras mundiales y terminó en 1945 como prisionero de guerra ruso. Después de la guerra se convirtió en profesor en la Academia Estatal de Bellas Artes de Düsseldorf.